# 鯉魚門軍營

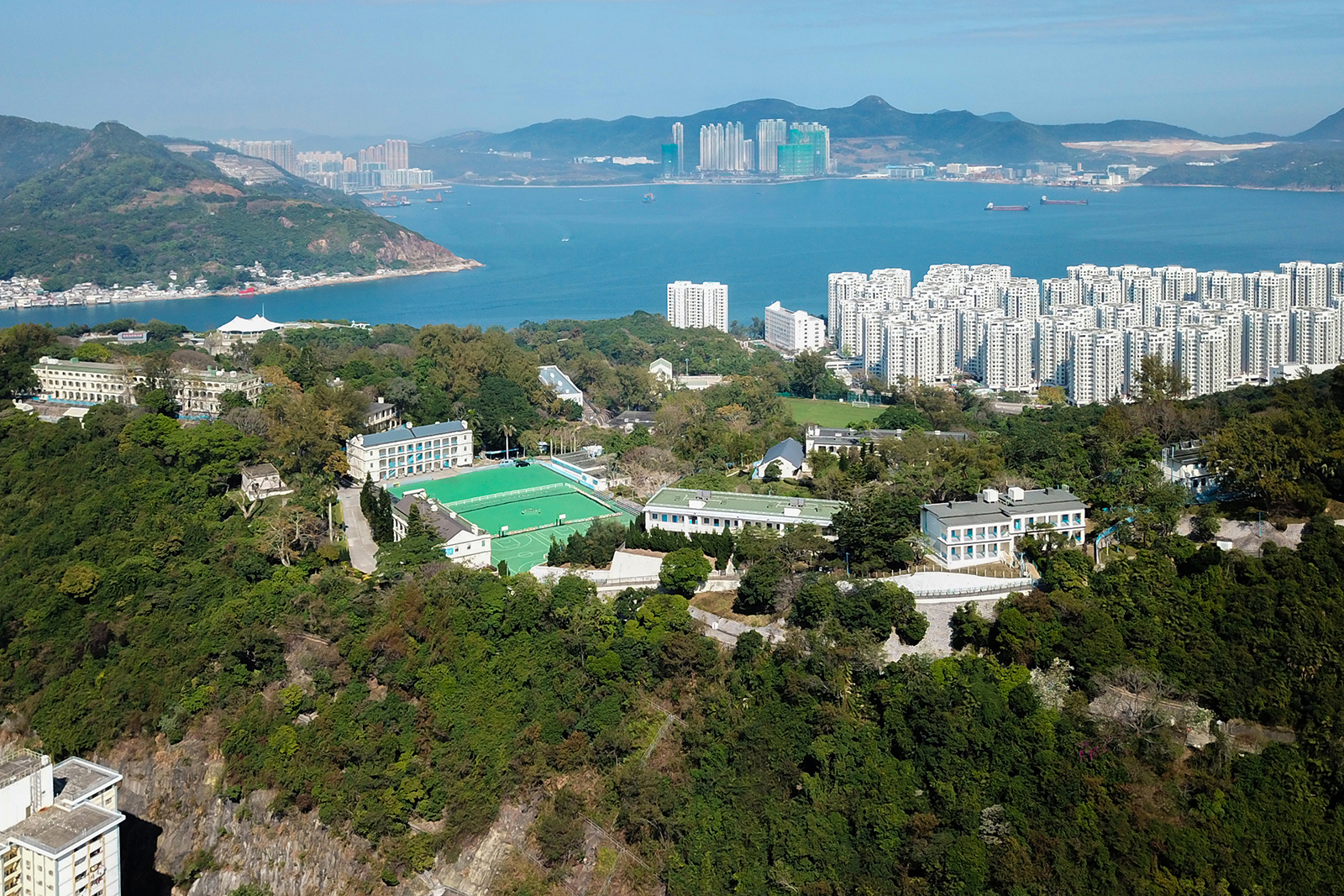
鯉魚門軍營全貌

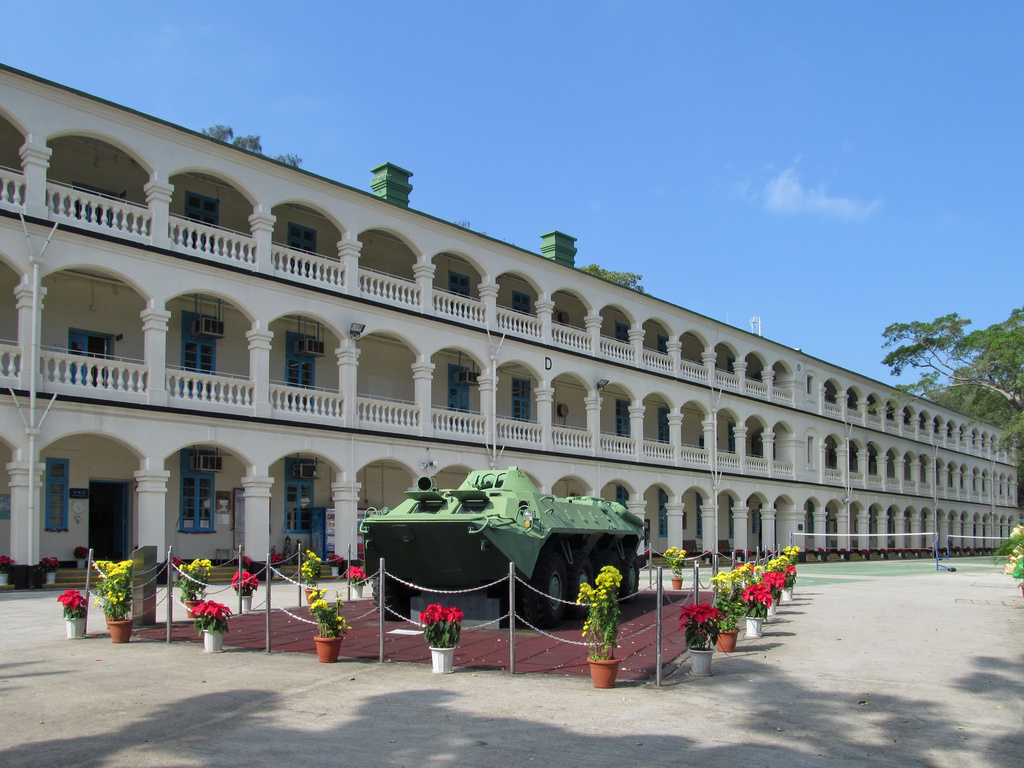
鯉魚門軍營第10座

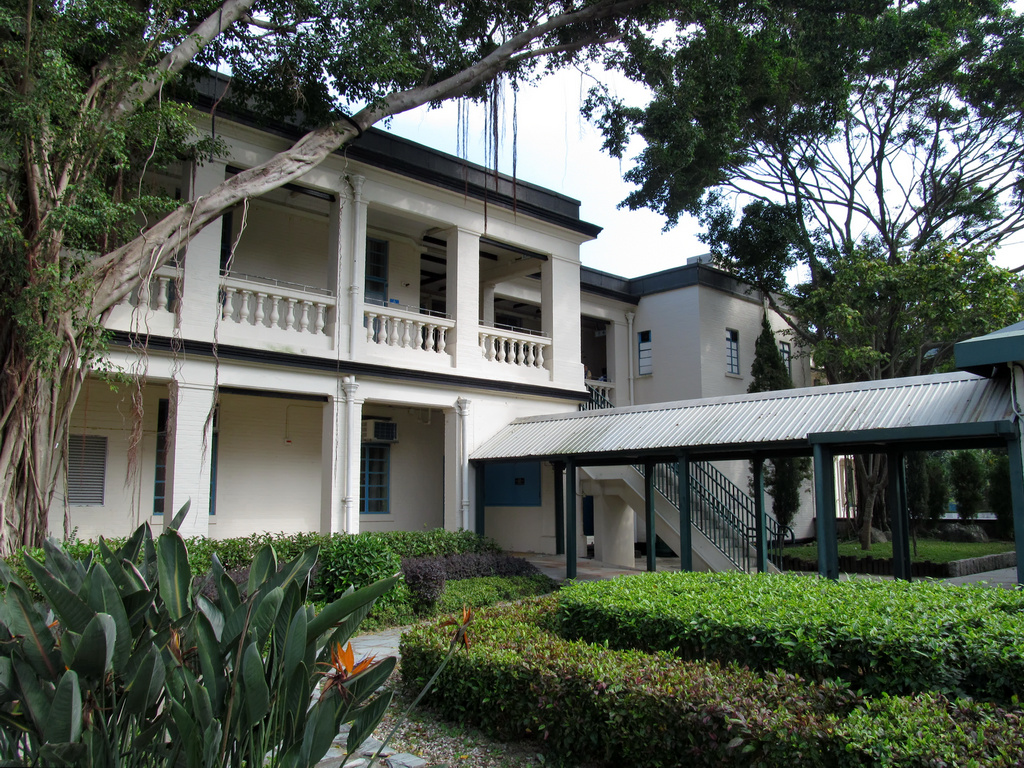
鯉魚門軍營第25座

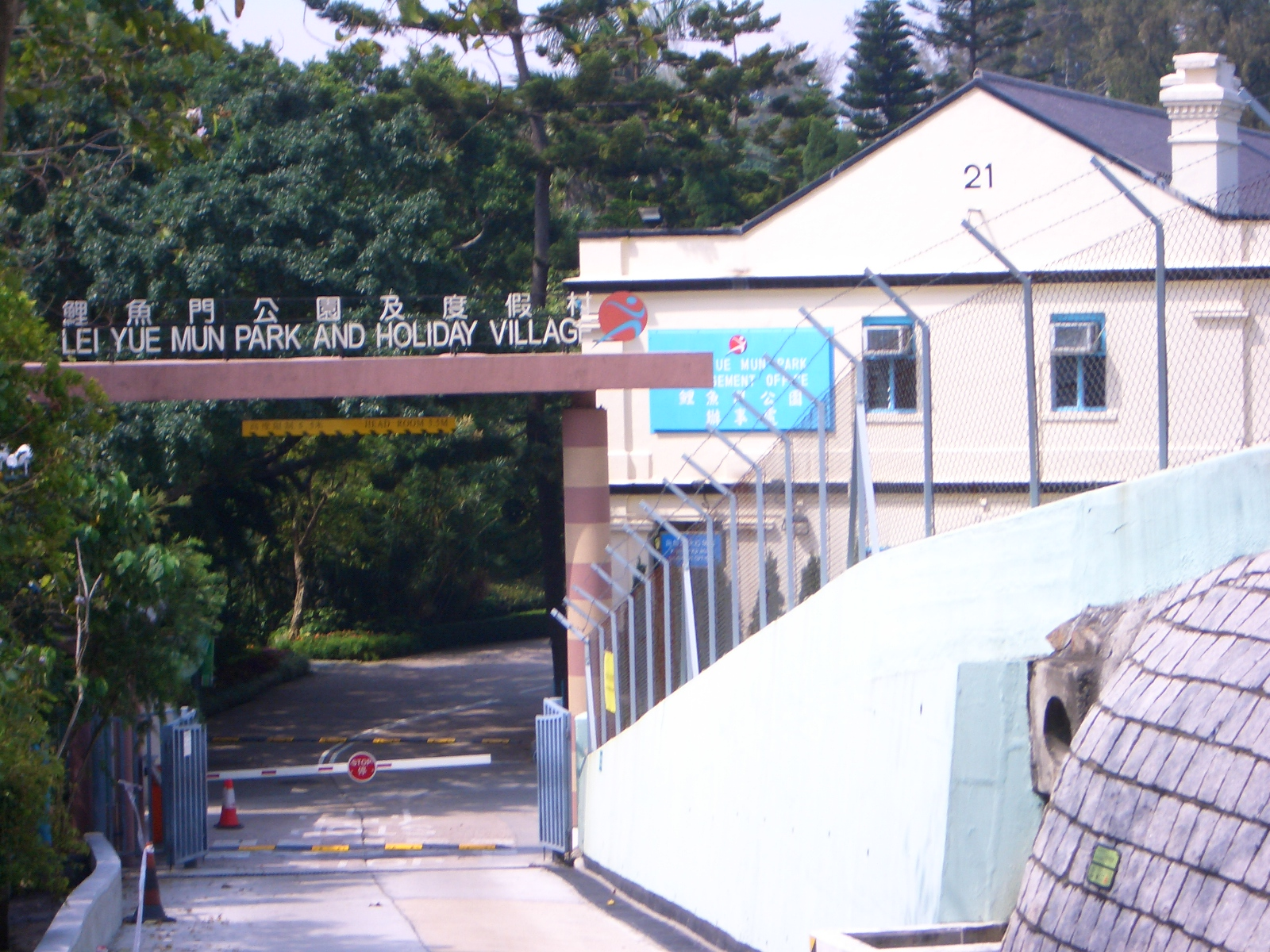
現時鯉魚門公園及度假村入口

鯉魚門軍營是香港昔日一個海陸兩軍專用之軍營，位於香港島東區的筲箕灣鯉魚門及西灣山上，並主要分為三個部分，中央兵房區域現已改為鯉魚門公園及度假村，低地炮台現改為香港海防博物館，高地炮台為西灣炮台，現時仍然屹立西灣山上。軍營建築群歷史價值甚高，部分建築已被評為一、二及三級歷史建築，而第7、10及25座更已升格為法定古蹟。

## 歷史
由於鯉魚門扼守維多利亞港東面入口，具有重要軍事價值，因此鯉魚門軍營一帶早於1845年已有英軍駐守。1880年起，該處開始修築碉堡，並於1885年至1887年間在面向鯉魚門水道的岬角興建鯉魚門炮台；1898年在西灣山加設西灣炮台；1903年在白沙灣加設白沙灣炮台。而軍營其餘建築亦陸續於1890年至1939年期間建成。1941年12月香港保衛戰爆發，日軍在12月18日晚成功登陸香港島後迅速攻陷軍營。
1948年起，鯉魚門軍營主要被香港軍事服務團用作新兵訓練，倉庫及資料記錄室。1987年初，軍營土地移交給政府，中央部份曾擬興建公屋，但最後政府決定保留營房，改為鯉魚門公園及度假村，並於營房與炮台中間預留了位置於同年4月興建東區走廊，北面炮台部份則設立了香港海防博物館展示當時的軍事設備。

## 歷史建築
鯉魚門軍營現存多座歷史建築已被古物古蹟辦事處評級，有部分建築物已列入法定古蹟，截至2018年12月的評級資料如下：
| 名稱   | 歷史評級 | 落成年份       | 現時用途       | 補充資料 |
| ------ | -------- | -------------- | -------------- | --- |
| 第3座  | II       | 1939年         | 集體宿舍       | 30年代最流行的國際現代風格建築。 |
| 第5座  | II       | 1920至1930年代 | 室內康樂中心   | 前身為教堂，是一座單層高的歌德復興式建築物。                                                                                          |
| 第7座  | 法定古蹟 | 1900年代       | 咖啡店         | 位於網球場旁，是一座兩層高的古典復興風格建築。                                                                                        |
| 第10座 | 法定古蹟 | 1890年-1895年  | 室內康樂館     | 位於中央軍營北面的小山丘上，三層高長方形的建築物擁有意大利文藝復興建築風格，大概是軍營內最優美的建築物。新翼加建於1935年。            |
| 第17座 | II       | 1890年         | 藝術手工藝中心 | 位於中央軍營北面的小山丘上，是軍營內歷史最悠久的建築物之一，是一座單層高的古典復興風格建築。                                          |
| 第18座 | I        | 1890年-1895年  | 室內康樂中心   | 面對操場的三層高優雅建築，為殖民地古典復興風格建築，是典型的殖民地時期軍營建築。                                                      |
| 第20座 | I        | 1890年-1895年  | 娛樂中心       | 位於操場旁的單層建築物，擁有簡單的斜屋頂，屋頂上有高煙囪，設計不算特別但它是軍營內僅有的一座類似建築物。                              |
| 第21座 | I        | 1890年-1895年  | 辦事處         | 位於操場西側的兩層高的殖民地古典復興式建築，是典型的殖民地時期軍營建築。                                                              |
| 第25座 | 法定古蹟 | 1884年-1890年  | 宿舍           | 兩層高建築，三面皆有列柱支撐的陽廊，是典型殖民地古典復興式建築風格，是殖民地時期軍事建築的絕佳例子。                                  |
| 第30座 | I        | 1936年         | 宿舍           | 亦稱為Masefield Block (Masefield指詩人John Masefield)，是兩層高的新古典風格建築，並深受現代主義所影響。外牆鑿有"1936"表示其完工年份。 |
| 第31座 | I        | 1907年         | 宿舍           | 為兩層高古典復興式建築。 |
| 第32座 | I        | 1907年         | 宿舍           | 為兩層高古典復興式建築，設計近似第31座。                                                                                              |
| 第33座 | II       | 1938年         | 職員宿舍       | 為兩層高古典復興式建築。 |
| 第34座 | II       | 1936年         | 宿舍           | 亦稱為Wordsworth Block (Wordsworth指詩人William Wordsworth)，為三層高古典復興式建築。                                                 |

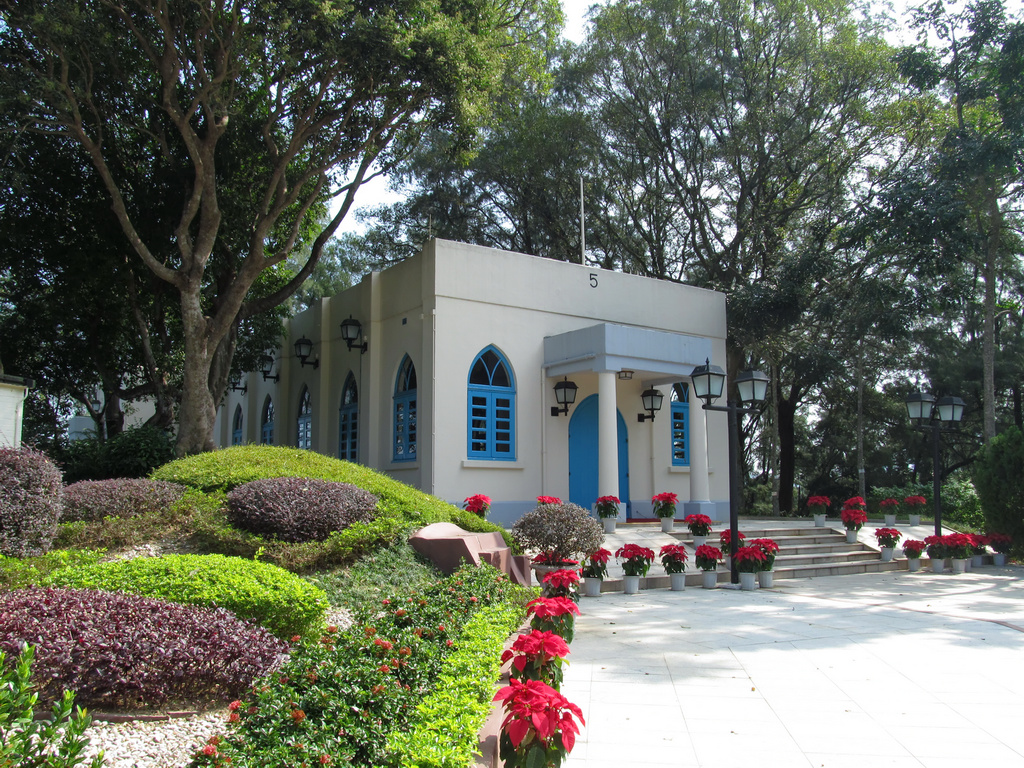
第5座歌德復興式建築物前身為教堂
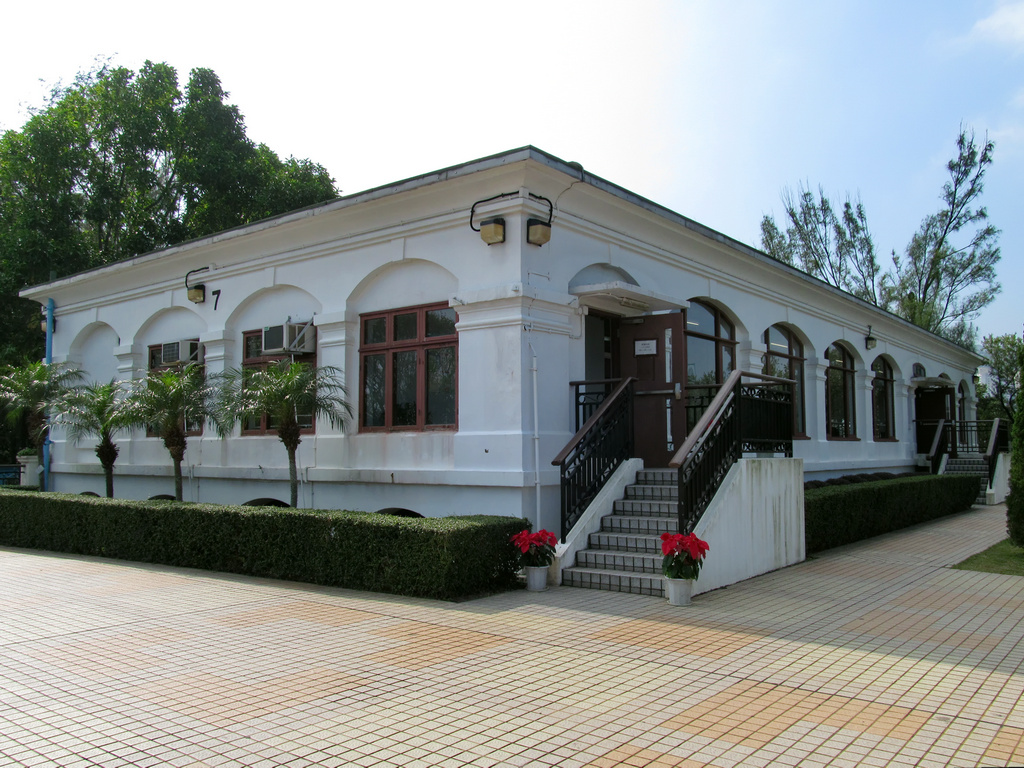
第7座位於網球場旁，是一座兩層高的古典復興風格建築
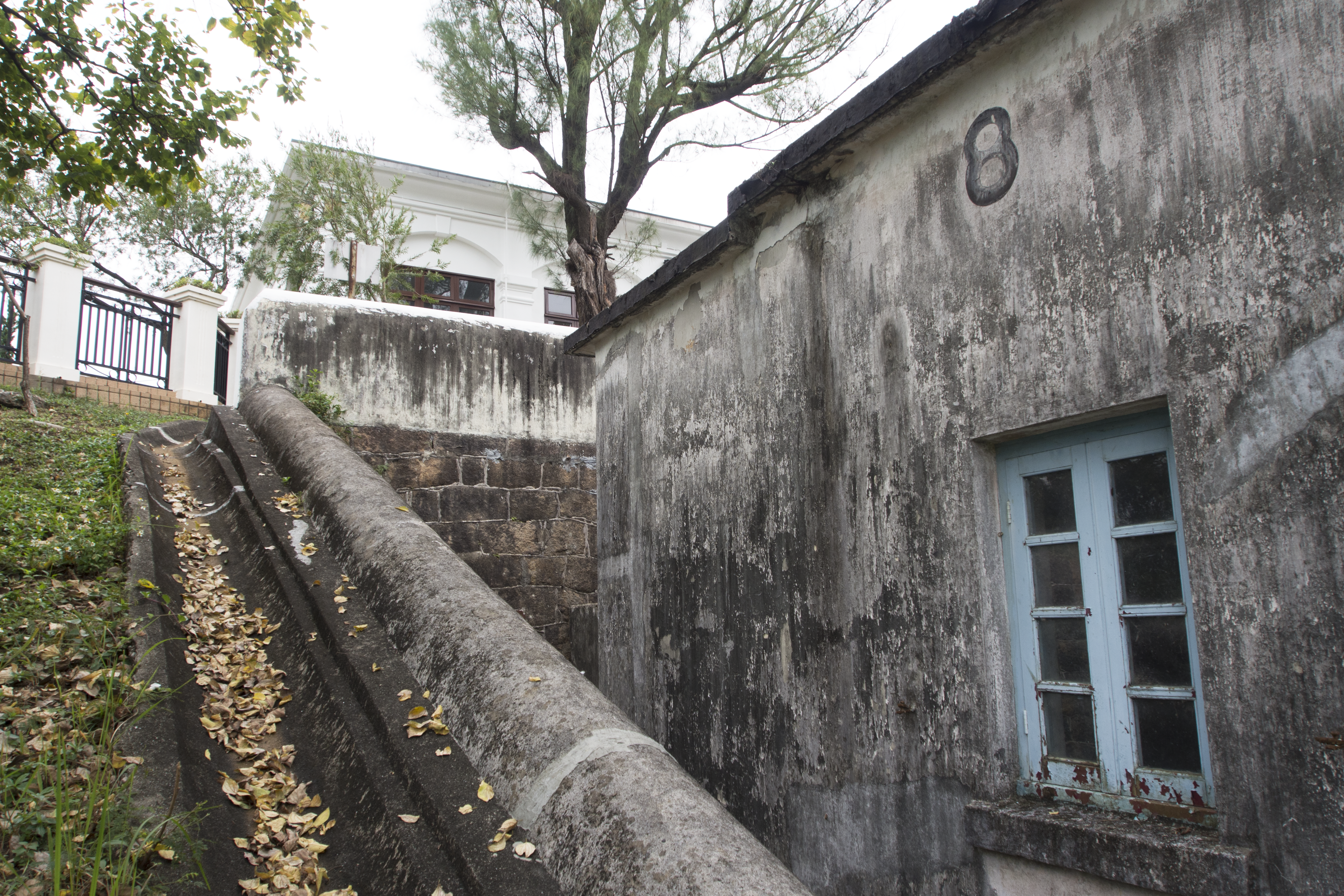
第8座未有活化
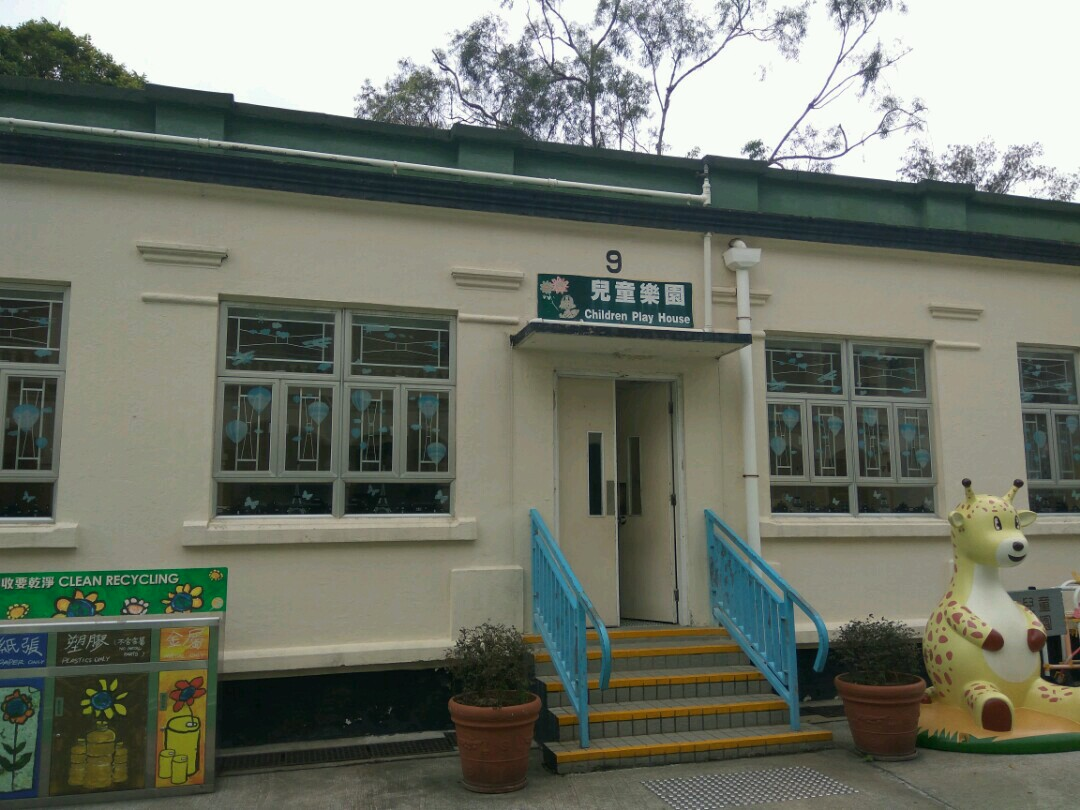
第9座
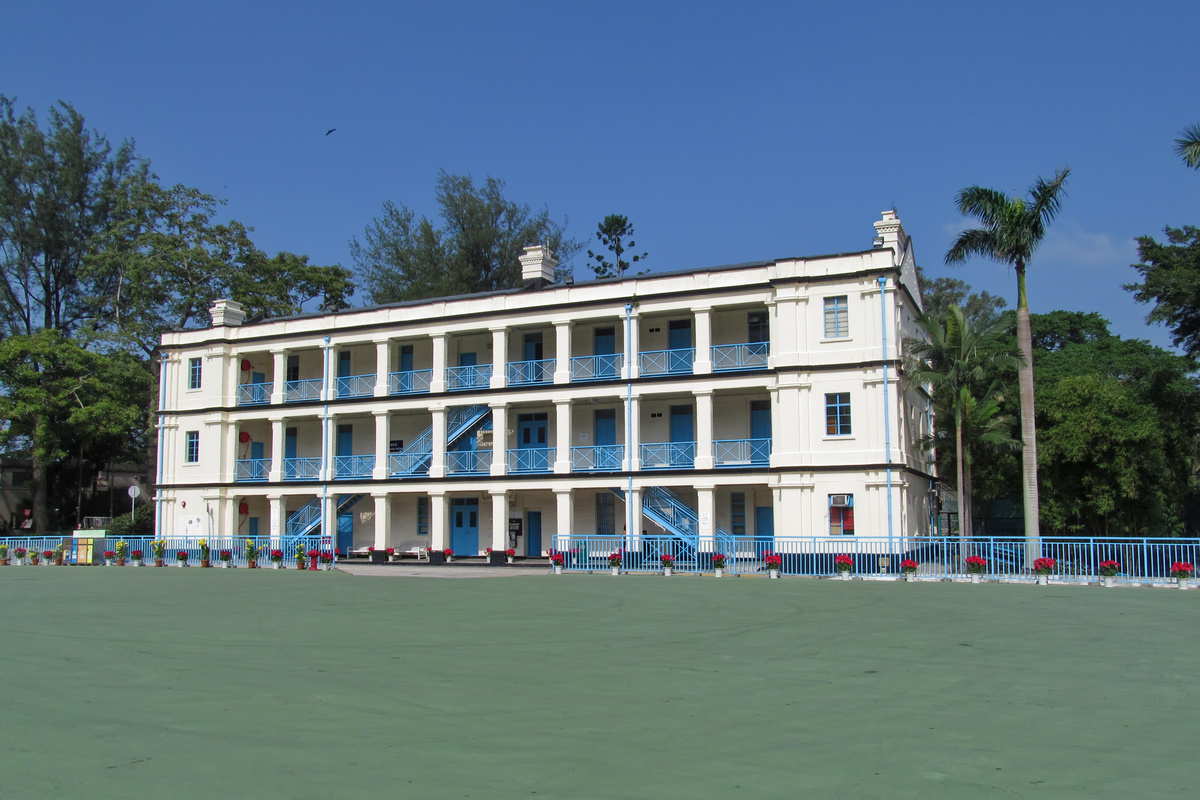
第18座為殖民地古典復興風格建築
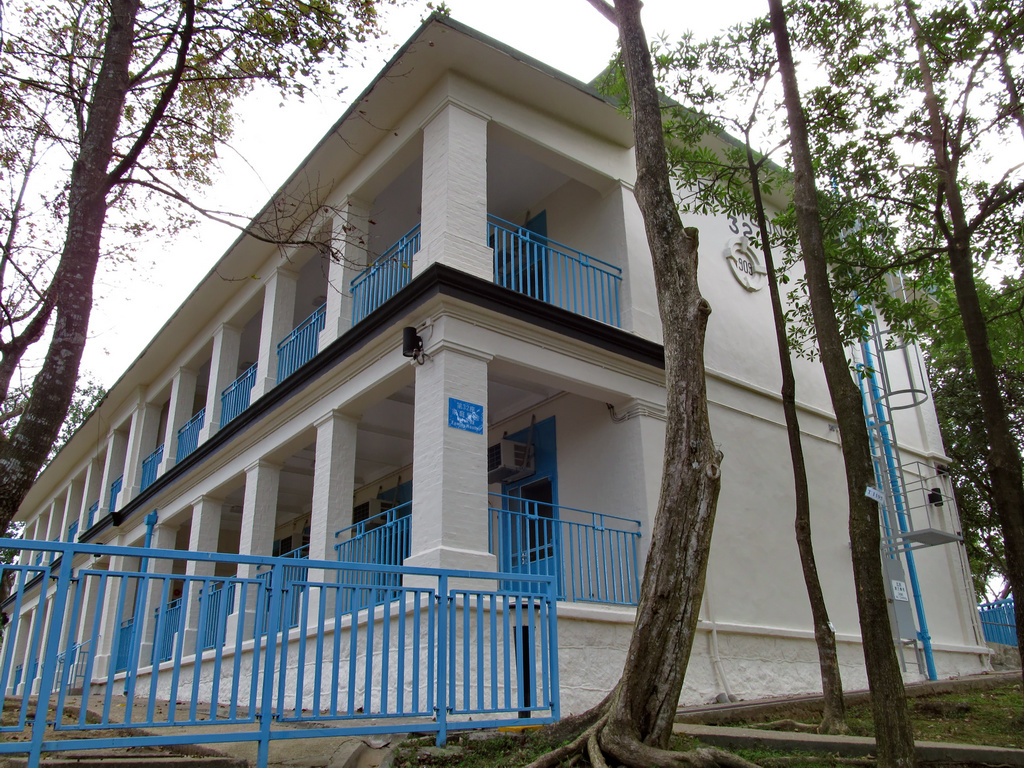
第32座為為兩層高古典復興式建築